# 賴鶴年
賴鶴年（1856年—？），字耘芝，號壽軒，廣西桂平人，清朝政治人物，進士出身。

## 生平
光緒十八年（1892年）登進士，同年五月，改庶吉士。光緒二十年四月（1894年）散館，授翰林院編修。光緒二十一年（1895年）奉旨擔任按察使銜分巡台灣兵備道，為台灣清治時期受台灣巡撫與台灣布政使制約的地方官員。